# Abbaye de Leffe durant la Révolution française
L’abbaye de Leffe, dénommée plus exactement abbaye Notre-Dame de Leffe est une abbaye toujours habitée en 2015 par une communauté de chanoines prémontrés, appelés aussi norbertins. Elle est située à Leffe, un quartier de Dinant (Belgique), sur la rive droite de la Meuse. 
Fondée en 1152, son histoire est riche, faîte de haut et de bas.
Avec l'avènement de Joseph II, les Belges espèrent la continuation d'une ère de prospérité, mais par une suite de réformes imprudentes et mal accueillies, il va provoquer l'insurrection du peuple de la principauté. La Révolution française balaye tout et a de fortes conséquences sur l'abbaye de Leffe, qui s'en retrouve sécularisée.

## Révolte des démocrates liègeois
Le 18 août 1789, les démocrates liégeois se révoltent, en désaccord avec leur seigneur, Mgr de Hoensbroeck. Une semaine plus tard, les Dinantais, aigris par la misère économique leur emboîtent le pas. 
L'administration de la ville est alors dans un état déplorable, les finances non assainies. Lors du dernier remaniement constitutionnel en 1772, François Charles de Velbrük, le prince-évêque, a concentré le pouvoir de la ville dans les mains d'une minorité. De surcroît, voici que l'administration communale aliène, sans autorisation préalable, plusieurs biens pour alléger le poids de l'endettement. Parmi ceux-ci des bois et trieux que l'abbé Frédéric Gérard acquiert via son proviseur, Isfrid Petit. Ces transactions provoquent l'indignation des habitants déjà inquiets de l'augmentation des impôts directs. Les petites gens perdent patience et réagissent.
Le 25 août, les députés des métiers de la ville déposent les membres de l'ancienne régence qui se retirent sans être inquiétés. Les impôts oppresseurs sont abolis, les règles constitutionnelles en vigueur avant 1684, fondées sur les usages et les privilèges, sont rétablies. Cette prise du pouvoir pacifique est fêtée. Le clergé local s'associe aux réjouissances. La révolution tranquille dure dix jours. Elle porte au pouvoir des hommes modérés connus pour leur intégrité. Mais les vieux démons réapparaissent lorsqu'il s'agit de se pencher sur le délicat dossier de la fiscalité. Malgré des changements favorables apportés à l'administration, certains intérêts privés prennent le pas. Et c'est tout surpris que les Dinantais se voient entraînés dans le tourbillon qu'inaugure la révolution brabançonne.

## Révolution brabançonne contre l'armée autrichienne
Celle-ci met en présence l'armée autrichienne et les troupes patriotes belge qui s'accrochent à Dinant, le 25 novembre 1789. L'incident est de courte durée. Les Autrichiens se replient vers Namur, puis dans le Luxembourg resté fidèle aux Habsbourg. Entre-temps, les Patriotes, réorganisés par le colonel prussien Von Koelher, se sont installés sur la rive gauche de la Meuse à Bouvignes.
Pendant sept mois, Dinant est ainsi victime d'un blocus la privant de ses contacts commerciaux. La circulation sur la Meuse, devenue ligne de démarcation entre les belligérants, s'avère quasi impossible. Malgré ses tentatives de faire respecter son intégrité territoriale, la ville ne peut éviter des dégâts matériels importants.
Le 27 juin 1790, les Autrichiens s'installent dans la cense de Viet, propriété et refuge des Prémontrés de Leffe, pour y établir leur quartier général. Ils investissent ensuite les Fonds de Leffe et installent dans l'abbaye abandonnée précipitamment par la communauté, une batterie de canons pointée devant Bouvignes. Les Patriotes reviennent à l'assaut, les combats sont acharnés au point de pousser les Autrichiens à se replier sur Viet, laissant dix hommes sur le terrain.
À Dinant, les Patriotes n'hésitent pas à pointer leur tir meurtrier sur la ville. Forts de l'un ou l'autre assaut, les Patriotes tentent à la mi-novembre une nouvelle expédition contre la cens de Viet, mais en pure perte.
L'ouverture de négociations conduit au retour des Autrichiens. L'assemblée des métiers se soumet et les autorités impériales réhabilitent l'ancienne administration qui se retrouve aux prises avec les difficultés financières qui avaient provoqué son renversement.

## Arrivée des Français
La victoire de Jemappes, remportée le 6 novembre 1792 par le général français Dumouriez, décide du sort de Dinant déjà livrée aux incursions de la garnison française de Givet. Trois cents cavaliers et deux cents fantassins de l’armée des Ardennes occupent le Namurois. Le régime d'occupation peut désormais s'instaurer à la nuance près, qu'au départ la République se présente en libératrice. Il faut conquérir les cœurs. En fait, les troupes françaises sont accueillies avec confiance par des populations contentes d'être vengées des échecs de leur révolution mort-née.
À Dinant, on est loin du délire surtout lorsque les Républicains installent leur quartier d'hiver dans la ville et ses alentours, le 8 novembre. Le 16 décembre, les Dinantais partisans du nouvel ordre convoquent le peuple par voie d'affiches et par son de caisse en l'église du collège des Jésuites. Le peuple est invité à se choisir une assemblée provisoire. La ville et sa banlieue sont divisées en 6 sections. L'abbaye et les fonds de Leffe forment la première et les réunions des nouveaux citoyens-électeurs se déroulent dans l'abbatiale, tout comme pour les autres sections regroupées dans les principaux édifices religieux de la ville. 66 électeurs sont élus et ceux-ci désignent à leur tour 27 administrateurs pour la ville et 5 jurés. Le jour de l’An 1793, après avoir entonné le Chant des Marseillais aux dépens du Te Deum prévu, ils proclament dans la collégiale Notre Dame la République. Ce n'est pas encore l'annexion mais tous font serment selon les termes du décret du 15 décembre abolissant l’Ancien Régime avec ses droits féodaux. Tous les biens des associations laïques et religieuses sont supprimés. Les gens d'église sont alors mis à contribution.

## Occupation française
Frédéric Gérard et Sœur Julie Delplace, supérieure des Ursulines, se voient intimer l'ordre de meubler le couvent des Croisiers converti en hôpital militaire. Bien conscientes du danger, les communautés religieuses essayent avec le plus de discrétion possible de soustraire à la vue de l'occupant des valeurs mobilières. Ces agissements sont dénoncés à l'autorité militaire. Le général Tourville, commandant de la garnison française à Dinant, réagit avec fermeté. Il requiert l'administration communale et envoie des officiers pour mener au plus vite des perquisitions en vue de découvrir les receleurs.
Pour parfaire cette sentence, le citoyen Charles-Henri-Frédéric Bosque, juge de paix à Paris, arrive à Dinant le 22 janvier 1793, muni d’instructions spéciales. Le conseil exécutif provisoire de la République lui confie pleins pouvoirs sur une vaste circonscription couvrant tout Dinant, l'Entre-Sambre et Meuse, les villes de Huy, Thuin et Couvin. L'appui militaire lui est aussi assuré ainsi que l'aide du président du nouveau département des Ardennes, Étienne Lehoday. Pour ce qui concerne les biens ecclésiastiques, la nouvelle administration peut s’appuyer sur le principe décrété par la Convention, déclarant que ces biens appartiennent à la nation, que l'Église n'en a que l'usufruit et que la nation peut les reprendre en cas de besoin.

## Pressions sur l'abbaye de Leffe
Bosque se met aussitôt au travail et des contributions énormes sont partout exigées avec une extrême rigueur, ce qui oblige les communautés religieuses à vendre immédiatement des biens, dès lors naturellement très dépréciés. Le 7 février, les portes de l'abbaye de Leffe sont forcées. En présence de trois représentants de la municipalité, Le juge de paix interroge l'abbé Gérard sur la disparition des biens mobiliers. L’abbé garde le silence et, puisque la fouille des bâtiments conventuels n'a rien donné, le citoyen Bosque ordonne la garde à vue de l'abbé Gérard et fait emporter par ses hommes les registres et papiers du monastère.
Pendant quatre jours, Frédéric Gérard reste enfermé dans sa chambre pour méditer sur ses égarements. Sur ordre de la municipalité, il est ensuite emmené afin de subir un interrogatoire serré. Mais l'abbé s'obstine et pour cause, les objets convoités sont cachés à Namur. Il est alors séquestré dans une maison voisine de l'hôtel de ville. Sa détention sera longue et pénible. Ses geôliers l'insultent et lui donnent le titre de premier tyran et plus grand despote de Dinant. Les autres religieux de la communauté sont aussi inquiétés. Ils comparaissent plus d'une fois devant les autorités communales plutôt embarrassées par cette affaire. Celles-ci réclament une caution de 50 000 florins pour la libération de Gérard mais Bosque s'y oppose.
La détention se poursuit et s'avère payante. La cachette est révélée. L'inventaire des valeurs mobilières commence le 13 février et se poursuit le 26 février et le 5 mars suivants. Au total plus de 1 700 onces d'argent, évaluées à 8 554 livres sont inventoriées par Henri Nalinne, citoyen-orfèvre de Dinant. La croix processionnelle, les six grands chandeliers du maître autel, la crosse abbatiale, calices, encensoirs, jusqu'aux couverts de table et même une cuillère à ragoût, rien n'échappe au contrôle. Contre toute attente, Frédéric Gérard reste en état d'arrestation. Bien que Liège soit réoccupée par les Impériaux le 5 mars, Bosque et Lehoday se sentent en position de force et refusent jusqu'au dernier moment d’élargir l'abbé Gérard qui ne rejoindra sa communauté qu'après le départ des Français, le 18 mars.

## Contre-révolution à Liège
Profitant de la contre-révolution qui sévit dans tout le pays de Liège, un billet du fr. Jacques Letellier, curé de la paroisse Saint Georges de Leffe, informe l'abbé Gérard d'une démarche effectuée auprès du Notaire Develette, de Dinant, en vue de récupérer l'argenterie confisquée. Le retour des Autrichiens et le rétablissement sur le trône épiscopal de Liège du prince François Charles de Méan seront de courte durée. 

## Les Français reprennent l'offensive
Dès le printemps 1794, les Français reprennent l'offensive. À Dinant, c'est la panique. Les tenants de l’Ancien Régime fuient, l'émigration commence. 161 Dinantais dont 88 religieux (Capucins, Prémontrés et Croisiers) et religieuses (Ursulines, Sœurs Grises et Carmélites) quittent la cité en toute hâte. 23 dirigeants de l’Ancien Régime, nobles et bourgeois aisés, leur emboîtent le pas avec leur famille et leur fortune mobilière.
Ce 28 mai 1794, parmi les Prémontrés de Leffe, 11 d'entre eux dont l'abbé Gérard affrètent dans la plus grande précipitation des barques louées à un aubergiste de Leffe qui les emmène, cachés sous des bottes de paille, jusqu'à Maastricht. À noter que l'avisé aubergiste factura ces bottes lors du retour des religieux le 8 novembre suivant ! Un second groupe quitta l'abbaye le lendemain du 28 mai. 

## Anarchie - Panique - Réquisitions
Ces départs provoquent l'anarchie. Les biens des émigrés sont saccagés. Sous le couvert de la République, le doyen-maire de Givet, François Delecolle, s'approprie une quantité de marchandises pour le compte de l'État. Agissant en qualité de commissaire auprès des armées, il pénètre dans les maisons d'émigrés et visite les édifices du culte, riches en matières métalliques. Il saisit le mobilier et emporte le plomb des toitures laissant à nu les murailles et les charpentes des bâtiments. Il s'en prend en particulier à l'abbaye de Leffe, inoccupée à la suite du départ des Prémontrés. Il réquisitionne des bateaux et fait charger les cloches, les fers, les cuivres, les grains, meubles et autres effets de la bibliothèque. Au retour d'émigration, les Prémontrés découvrent leur maison éventrée. 
Jadis, terre de nantis, la Cité des Copères se retrouve en cette fin d'été 1795 déchirée et exsangue. Les contributions financières ou en nature exigées par le Comité de Salut publie l'étranglent. Déjà grevée d'un passif de 40 000 livres, elle se voit imposer un impôt exorbitant chiffré à 600 000 livres sur les 5 millions que la République Thermidorienne réclame au Pays namurois. Dans la répartition qui se fit de cet impôt, l'abbaye de Leffe doit solder dix-huit mille cent treize livres et neuf deniers. La ville est de plus  obligée de fournir 30 000 livres de pain, de procurer vivres et vin aux blessés et malades qui arrivent à l'improviste.
Ultime humiliation, la République prend en otage divers habitants dont l'exil durera cinq mois dans la forteresse de Libremont à Givet. Les institutions de la cité, à présent calquées sur celles du modèle français, sont désormais dans les mains d'une bourgeoisie avisée en affaire qui saura, le moment venu, tirer profit des bienfaits de la liberté. Le 5 mai 1795, la république met en location les jardins et le vignoble attenants à l'abbaye que les religieux avaient dû abandonner, en attendant leur vente définitive.

## Annexion de la Belgique par la France
La Belgique est réunie à la France, le 1er octobre 1795, et soumise, en conséquence, à toutes les lois portées par le pouvoir législatif. Afin d'empêcher l'aliénation des biens ecclésiastiques, au détriment de la nation, on décrète, le 14 octobre 1795, que ces biens ne peuvent être ni vendus, ni échangés, ni hypothéqués par les détenteurs, que les biens des corporations ecclésiastiques séculières et régulières ne peuvent être affermés que par devant personnes publiques, et qu'à l'intervention des directeurs du domaine ; enfin que chaque établissement ecclésiastique, séculier ou régulier, doit remettre, dans les dix jours, entre les mains du directeur des domaines, un état détaillé de ses biens et un catalogue de ses livres et manuscrits. On défend également, par un décret du 18 octobre 1795, à toute communauté ecclésiastique de faire dans leurs forêts et plantis aucune coupe, abattis ni enlèvement de bois, sans y être spécialement autorisés par les représentants du peuple.
Le 1er septembre 1796, le gouvernement supprime en Belgique « les congrégations et ordres réguliers, monastères, abbayes, prieurés, chanoines réguliers, chanoinesses et généralement toutes les maisons ou établissements religieux de l'un et de l'autre sexe ; » il confisque tous leurs biens meubles et immeubles, et il donne un bon de quinze mille francs aux religieux, de cinq mille francs aux frères convers, de dix mille francs aux religieuses, et de trois mille trois cent trente-quatre francs aux sœurs converses. Ces bons ne peuvent être employés qu'en acquisition de biens nationaux, situés dans les Pays-Bas.
Le religieux n'existe plus : aux yeux de l’état, c'est tout simplement un citoyen soumis aux lois de son pays, déchargé des devoirs de sa profession et pouvant se marier, trafiquer, acquérir des possessions. Or le vœu de pauvreté rendait ces religieux personnellement incapables de posséder ; d’un point de vue ecclésiastique, ils n'auraient même pas pu accepter les bons que le gouvernement leur offrait comme pension alimentaire, si le Pape Pie VI ne leur avait pas donné les dispenses nécessaires. Ces bons, mis en commun, permettent aux religieux de racheter quelques-uns de leurs biens. 
Outre le rachat de fermes et autres biens ayant appartenu à leur abbaye, deux religieux, nommément l'abbé Gérard et le père George, mais avec la coopération d'autres confrères et même de laïques, obtiennent le rachat de l'abbaye, de son église et propriétés adjacentes dans l’espoir sans doute de rétablir plus tard la vie religieuse à Leffe. Les jours meilleurs tardant à venir, des biens furent revendus par certains. Saint-Hubert de Sir de Melin, laïque associé à la première adjudication devint second acquéreur de l'église, du monastère et de ses dépendances. Il fit démolir l'église, dont il ne resta que des pans de murs, qui avaient résisté à la sape et à la mine, et dont on voit encore un morceau de nos jours

## Note
- Cet article est partiellement ou en totalité issu de l'article intitulé « Abbaye Notre-Dame de Leffe » (voir la liste des auteurs). (voir aussi la page de discussion)